# کوروبی کیریشیتان
کوروبی کیریشیتان (به ژاپنی: 転びキリシタン) به کیریشیتان یا مسیحیانی گفته می‌شد که در دوره ادو در اثر شکنجه یا آزار وادار به ناوابستگی دینی می‌شدند. به مبلغ مذهبی‌ای که ترک دین مسیحیت می‌کرد کوروبی باترن و همچنین به‌طور اختصار به مسیحیانی که دین خود را ترک می‌کردند کوروبی گفته می‌شد.
در سال ۱۶۱۲ (سال هفدهم کیچو) و ۱۶۱۳ (سال هجدهم کیچو)، شوگون‌سالاری توکوگاوا فرمان ممنوعیت مسیحیت را صادر کرد که در پی آن آزار و شکنجه مسیحیان آغاز شد و مسیحیان در طول دوره ادو سرکوب و تحت تعقیب قرار گرفتند. شوگون‌سالاری توکوگاوا عمدتاً اقدامات تغییر اجباری دین را علیه مسیحیان انجام می‌داد و شکنجه‌های مختلفی را برای این منظور طراحی و اجرا می‌کرد. بسیاری از مسیحیان به دلیل عدم تحمل شکنجه مسیحیت را رها کردند، اما بسیاری از آنها نیز جان خود را از دست دادند.